# Taxi (novela)
Taxi es el primer libro del escritor egipcio Khaled Al Khamissi. Fue publicada en El Cairo en 2007 a través de la editorial Dar El Shorouk. Obtuvo un inmediato éxito de ventas en Egipto y otros países árabes. En 2008 se realizó su traducción al Inglés y al Italiano, en 2011 al Polaco y luego a más de diez idiomas.
El libro describe conversaciones que el autor mantiene con los taxistas de la ciudad de El Cairo, donde cada una de las 58 partes en que se divide el libro gira en torno a un taxista distinto.
El libro es un proyecto de realismo social, describiendo el peso de la injusticia sufrida por los pobres durante los últimos años del mandato de Mubarak, con presencia de la brutalidad policial, la privatización usurpadora, y la corrupción sistemática. El temperamento de los taxistas se alterna entre la desesperación y el optimismo, y sus expresiones se suceden con sinceridad, ira, y en ocasiones humor.
Taxi es un libro de ficción, a pesar de que comúnmente se descrito como sociología urbana, etnografía o historia oral.
El autor arguye que su libro se inspira de forma amplia en el género árabe de la Maqama, donde la actividad gira en torno a un protagonista que se mueve alrededor de escenarios de su entorno cercano, conociendo las claves de la vida social que le rodea. Pero mientras la Maqama clásica se escribía en verso saj', es decir, prosa rimada y con ritmo, Taxi está escrita en prosa, en la lengua coloquial egipcia.\_o_/ :3

## Ediciones
- Khaled Al Khamissi (2009). Taxi. Grupo Almuzara. ISBN 9788492801459.\_0_/ :3